# ذخیره‌سازی هیدروژن

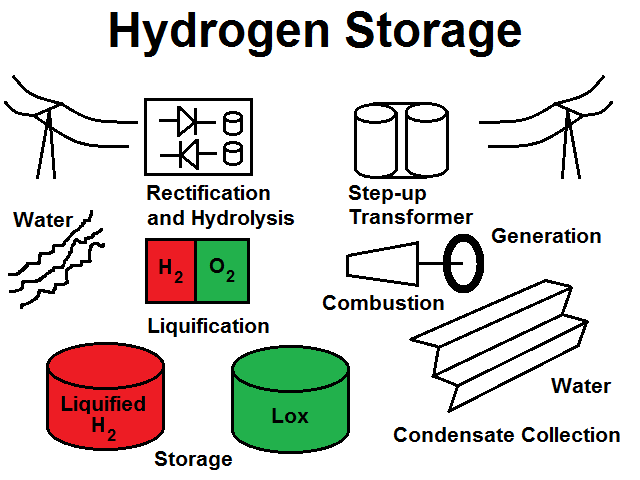
Utility scale underground liquid hydrogen storage

روش‌های ذخیره‌سازی هیدروژن (انگلیسی: Hydrogen storage) برای مصارف و کاربردهای آتی و پی‌آیندی رویکردهای بسیاری را دربرمی‌گیرد. از قبیل: ترکیبات شیمیایی، برودت‌شناسی و چگالی بالا که به‌طور برگشت‌پذیر H2 را در نتیجهٔ گرم‌سازی از خود ساطع می‌کنند.

## میزان فایده مندی ذخیره‌سازی هیدروژن مایع زیرزمینی
ذخیره‌سازی هیدروژن زیرزمینی جهت تأمین و تهیهٔ ذخیره‌سازی انرژی شبکهٔ فشار قوی برای منابع انرژی متناوب و ادواری، مانند نیروی (انرژی) باد، علاوه بر تأمین سوخت جهت حمل ونقل و ترابری خصوصاً استعمال در کشتی و هواپیما مناسب است. بیشتر تحقیقات صورت گرفته درزمینهٔ ذخیره‌سازی هیدروژن برذخیره و نگهداری هیدروژن به عنوان حامل انرژی متراکم، کم حجم و سبک به منظور مصارف و کاربست‌های سیار تأکید می‌کنند. هیدروژن مایع یا هیدروژن آبی نیز در برخی موارد کاربرد دارد، مانند موارد استفاده در فضاپیما. با این وجود هیدروژن مایع به ذخیره‌سازی برودتی نیاز دارد و در ۲۵۲٫۸۸۲- درجهٔ سانتی گراد یا ۴۲۳٫۱۸۸- درجهٔ فارنهایت به جوش می‌آید. از این رو آبگونگی آن متحمل کاهش و اتلاف زیاد انرژی است (زیرا جهت رسیدن به حرارت مطلوب مستلزم مصرف انرژی زیاد است). مخزن‌هایی نیز می‌بایست به منظور جلوگیری از جوشش زیاد به خوبی نصب شوند اما افزودن عایق ساز ویا نارسانا هزینه‌های بالاتری را در پی دارد. هیدروژن مایع دارای چگالی انرژی کمتری از لحاظ حجم و گنجایش درمقایسه با سوخت هیدروکربن است. نظیر بنزین که حدوداً یک بخشیاب از۴ است. این امر موجب می‌شود که مسئلهٔ تراکم و چگالی در مورد هیدروژن خالص برجسته تر قلمداد شود: در واقع حدود ۶۴ درصد هیدروژن بیشتر دریک لیتر بنزین(۱۱۶ گرم هیدروژن) نسبت به میزان موجود در یک لیتر از هیدروژن مایع خالص(۷۱ گرم هیدروژن) وجود دارد. همچنین کربن موجود در بنزین در انرژی مورد نیاز جهت احتراق اثرگذار است. هیدروژن فشرده و متراکم به‌شکل کاملاً متفاوتی ذخیره می‌شود. گاز هیدروژن چگالی انرژی خوبی از لحاظ وزنی داراست اما چگالی انرژی آن از لحاظ حجم و گنجایش در مقابل هیدروکربن‌ها کم است. از این رو نیازمند مخزن بزرگتری جهت ذخیره‌سازی است. یک مخزن هیدروژن بزرگ سنگین تر از مخزن هیدروکربن کوچکِ مورد استفاده جهت ذخیرهٔ مقدار انرژی یکسان خواهد بود، همهٔ فاکتورها ی دیگر مساوی اقی می‌مانند. افزایش فشار گاز چگالی انرژی از لحاظ حجم و گنجایش را بهبود می‌بخشد که به مخزن‌های کوچک‌تر البته نه سبک‌تر، متمایل می‌باشند (مخزن هیدروژن را مشاهده کنید). هیدروژن فشرده دربردارندهٔ ۲٫۱ درصد هزینهٔ گنجایش انرژی در راستای ایجاد نیروی محرکه در کمپرسور ویا تلمبهٔ فشار است. میزان فشار بیشتراز حد معمول بدون بازیابی انرژی به معنی اتلاف انرژی بیشتر در مرحلهٔ تراکم و فشردگی خواهد بود. ذخیره‌سازی
هیدروژن فشرده نشانگر نفوذ بسیار پایین است.

## ۱. ذخیره‌سازی هیدروژن سیار (سوار: ترن، هواپیما، اتوبوس، کشتی وغیره)
اهداف توسط شرکت اتومبیل‌سازی فری دام (Freedom) در ژانویهٔ سال ۲۰۰۲ بین کنسول ایالات متحدهٔ آمریکا به منظور پژوهش در زمینهٔ اتومبیل‌سازی (USCAR) و US.DOE تعیین شده‌است (هدف ذخیره‌سازی ۵ کیلوگرم H2 است). اهداف تعیین شده در سال۲۰۰۵ به موفقیت نرسیدند. اهداف ۲۰۰۹ به منظور انعکاس جهت داده‌های جدید بر راندمان سیستم کسب شده از مجموعهٔ اتومبیل‌های آزمایشی مورد بازبینی و بررسی مجدد قرار گرفتند. هدف غایی جهت ذخیره‌سازی حجمی هنوز برتر از چگالی تئوریک هیدروژن مایع است. مهم است بدانیم که اهداف تعیین و پیش‌بینی شده در مورد سیستم ذخیره‌سازی هیدروژن می‌باشند، نه متریال ذخیره‌سازی هیدروژن. ظرفیت‌های سیستم اغلب حدود نیمی از متریال مورد کاربرد می‌باشند، از این رو، درحالی‌که یک متریال ممکن است که حدود ۶ درصد از وزن H2 را ذخیره کند، یک سیستم فعال که از همان متریال استفاده می‌کند ممکن است تنها به وزن ۳ درصد، هنگامی‌که وزن مخزن، حرارت و دما، و ابزار کنترل فشار مورد توجه قرارگیرد، برسد. درسال۲۰۱۰، تنها دو تکنولوژی ذخیره‌سازی که مستعد نیل به اهداف DOE بودند مورد شناسایی قرار گرفتند: 177-MOF فراتر از اهداف سال ۲۰۱۰ در خصوص ظرفیت حجمی است، درحالی‌که H2 فشرده از لحاظ برودتی، از اهداف تحدیدی تر ۲۰۱۵ هم در مورد ظرفیت حجمی وهم ظرفیت وزنی پا را فراتر نهاده‌است.

## ۱-۱-۱-. هیدروژن فشرده
هیدروژن فشرده حالت گاز مانند عنصر هیدروژن تحت فشار است. هیدروژن فشرده در مخزن‌های هیدروژن در ۳۵۰ بار (واحد فشار معادل یک میلیون dynes در سانتی مترمربع) (psi5000واحد اندازه‌گیری فشار) و۷۰۰ بار(psi 10000) در سیستم‌های مخزن هیدروژن در وسایل نقلیه، براساس نوع تکنولوژی آی وی (IV) ترکیب کربن مورد استفاده قرار می‌گیرد. تولیدکننده‌های خودرو نظیر هوندا و نیسان این راه حل را ایجاد کرده و توسعه بخشیده‌اند.

### ۲-۱-۱. هیدروژن مایع
بی ام دبلیو BMW در حال کار وبهره‌برداری از مخزن مایع برای خودروها، از طریق تولید برای مثال هیدروژن سِوِن بی ام دبلیو BMW H7 است.

### ۲–۱. طرح و پژوهش
تکنولوژی‌های ذخیره‌سازی هیدروژن را می‌توان به ذخیره‌سازی فیزیکی، که در آن مولکول‌های هیدروژن ذخیره می‌شوند (شامل ذخیره‌سازی هیدروژن خالص از طریق کمپرس (فشار) و میعان (آبگونگی))، و ذخیره‌سازی شیمیایی که در آن هیدریدها ذخیره می‌شوند، تقسیم کرد.

## ۱-۲-۱. ذخیره‌سازی شیمیایی

### ۱-۱-۲-۱. هیدرید (ترکیب غیرآلی دوگانه که دارای هیدروژن است)های فلزی
ذخیره‌سازی هیدروژن هیدرید فلزی
هیدریدهای فلزی نظیر TiFeH2,LaNi5H6,LiH,LiAlH4,NaAlH4,MgH2, و هیدرید پالادیم (عنصر نادر و نقره‌ای رنگ و چکش خور وخم پذیر از گروه پلاتین)، با درجات مختلف از میزان کارایی را می‌توان به عنوان ابزار ذخیره‌سازی هیدروژن، اغلب به‌طور برگشت‌پذیر، مورد استفاده و کاربرد قرار داد. برخی از آن‌ها مایعند و درفشار و درجه حرارت محیط به راحتی قابل سوخت‌گیری هستند؛ و برخی دیگر جامدند که قابل تبدیل به قالب‌های کوچکتر می‌باشند. این مواد چگالی انرژی مطلوبی را از لحاظ حجم و گنجایش دارا هستند، اگرچه جالی انرژی آن‌ها از لحاظ وزن معمولاً بدتر از سوخت‌های هیدروکربنی عمده است. اکثر هیدریدهای فلزی به شدت با هیدروژن هم بست می‌شوند، در نتیجه حرارت بالا درحدود۱۲۰ درجهٔ سانتی گراد(۲۴۸ درجهٔ فارنهایت)۲۰۰- درجهٔ سانتی گراد(۳۹۲ درجهٔ فارنهایت) نیاز است تا محتوی هیدروژن خود را آزاد کنند. این هزینهٔ انرژی را با استفاده از آلیاژهایی که متشکل از هیدرید قوی پیشین و یک هیدرید ضعیف مانند NaBH4,LiBH4,LiNH2 می‌توان کاهش داد. این‌ها قادرند تا هم بست‌های ضعیف تری را شکل دهند ازین طریق به میزان درون داد ویا ورودی کمتری جهت آزادسازی هیدروژن ذخیره شده نیاز دارند. لیکن اگر فعل و انفعال خیلی ضعیف باشد، میزان فشار موردنیاز جهت آب افزودن بیشتر خواهد بود، و اتلاف ذخیرهٔ انرژی را به همراه خواهد داشت. اهداف مقررشده برای سیستم‌های سوخت هیدروژن سیار به‌طور تقریبی ۱۰۰> درجهٔ سانتی گراد جهت آزادسازی و۷۰۰>بار جهت بازپرسازی است(KJ /molH2 60-20).
یک متد جایگزین برای کاهش شکند حرارت و دما، متد تقویت‌سازی با آغازگر (ماده‌ای که فعل و انفعال شیمیایی را آغاز یا تسریع می‌کند) است؛ که به طرز موفقیت‌آمیزی برای هیدرید آلومینیوم کاربرد دارد، اما آمایش (ساختن ترکیب‌های پیچیده‌تر از راه آمیختن دویاچند ترکیب ساده‌تر) مرکب در بیشتر موارد جهت کاربرد نامطلوب است زیرا به آسانی با هیدروژن قابل بازپرسازی ناست. اخیراً تنها هیدریدهایی که قادر به نیل به هدف ۲۰۱۵، ۹درصد وزن (چارت بالا را مشاهده کنید) محدود به ترکیبات اصلی لیتیومف بورون (عنصر غیرفلزی) و آلومینیوم می‌باشند؛ به دست کم یکی از ردیف‌های اول یا AL می‌بایست افزوده شود. تحقیقات در زمینهٔ تعیین ترکیبات جدیدی که بتوان از آن‌ها در جهت نیل و دستیابی به این نیازها بهره گرفت در حال انجام است. هیدریدهای پیشنهاد
شده جهت استفاده در ساختار تولیدی هیدروژن شامل هیدریدهای ساده و غیر پیچیده‌ای از منیزیم (عنصر شیمیایی سبک و سپید و سیمین و چکش خور وکش پذیر)، یا فلزات ترابشی و هیدریدهای فلزی پیچیده و مرکب، نوعاً شامل سدیم، لیتیوم، یا کلسیم و آلومینیوم یا بورون است. هیدریدهای منتخب جهت کاربردهای ذخیره‌سازی بازکنشور پایین (ایمنی بالا) و میزان بالای حجم ذخیره‌سازی هیدروژن را به‌دست می‌دهند. کاندیدهای اصلی لیتیوم، هیدرید، بوروهیدریدسدیم، هیدرید آلومینیوم لیتیوم و بوران (هریک از آمیزه‌های گوناگون بورون و هیدروژن) آمونیا (گاز بی‌رنگ به فرمول NH3 نام کامل آن ammonia water) می‌باشند. یک کمپانی فرانسوی به نام ام سی پی اچ وای انرجی MCPHY ENERGY، اولین تولید صنعتی را برپایهٔ هیدرید منیزیم در حال تولید و توسعه دارد که تاکنون به برخی از مشتریان کلان نظیر ENEL ,Iwatani فروخته شده‌است. دانشمند جدیدی اذعان داشته که دانشگاه ایالتی آریزونا در حال تحقیق و بررسی در خصوص ذخیرهٔ هیدروژن با استفاده از محلول بوروهیدرید (ترکیب غیرآلی که دارای هیدروژن است) که هنگام جریان محلول در کاتالیزور ساخته شده از روتنیم (عنصر نادر فلز گونه از دستهٔ platinum که بسیار سخت و شکننده و به رنگ خاکستری است) آزاد می‌شود، است. طبق تحقیقات صورت گرفته در دانشگاه پیتزبِرگ و جورجیاتک، شبیه‌سازی جامعی را برهم افزوده‌هایی از چند هیدرید فلزی سبک در راستای پیش‌بینی واکنش احتمالی ترمودینامیکی جهت ذخیره‌سازی صورت گرفته‌است. افزون بر تحقیق مذکور، کمپانی وابسته به پایانهٔ هوشمند فواِل سِل (fuel cell) (پیل سوختی:وسیلهٔ تبدیل کارمایهٔ حرارتی به کارمایهٔ برقی)، اندکی از تولید برق قابل جابجایی upp پیل سوختی را آزاد و پخش کرده‌است و از هیدرید فلزی به عنوان ابزار ذخیره‌سازی بهره می‌گیرد. از این سایت دیدن کنید:
https://web.archive.org/web/20150510104248/http://www.beupp.com/technical-specification/

### ۲-۱-۲-۱. هیدریدهای غیر فلزی
سازندهٔ ایتالیایی کاتالیزور به نام آکتا Acta بهره‌وری از هیدرازین (باز آبگونه وبی رنگ و خورنده به فرمول H2NNH2 که به عنوان سوخت موشک و موتور جت کاربرد دارد) به عنوان یک جایگزین برای هیدروژن در پیل سوختی را پیشنهاد می‌کند. به این دلیل که سوخت هیدرازین دردمای اتاق به‌شکل مایع است، بسیار راحت‌تر از هیدروژن قابل ذخیره‌سازی و استعمال است. با ذخیرهٔ آن دریک مخزن پر از پیوند دوگانهٔ بنیان CO (کربونیل) اکسیژن کربن، واکنش نسان داده و تشکیل یک جامد هیدرازون را می‌دهد. تا پرکردن مخزن با آب گرم، هیدرات هیدرازین مایع آزاد می‌شود. هیدرازین درون سلول جهت تشکیل نیتروژن و هیدروژن که با اکسیژن هم بست می‌شود و در نتیجه موجب آزاد و بیرون ریزی آب می‌شود، قابل تجزیه است.

### ۳-۱-۲-۱. کربوهیدرات‌ها
کربوهیدرات ها(C6H10 O5 پلیمری) H2 را در یک زیست سازمان‌گر به واسطهٔ ترکیب آنزیم مسیر سنتزی زیست دگرشی، فاقد سلول و یاخته آزاد می‌سازد. میزان حجم ذخیره‌سازی هیدروژن بالایی را به عنوان مایعی برای تنظیم فشار هوا (فشارش ملایم) و محدودیت برودتی (سرمازایی) را به‌دست می‌دهد: قادرست تا به عنوان پودر جامد نیز ذخیره شود. کربوهیدرات غنی کربن منبع زیستی قابل تجدید در جهان است. در ماه مه سال ۲۰۰۷ مهندسین زیست شیمیایی از دانشگاه ایالتی و انیستیتو پلی
تکنیک ویرجینیا وزیست شناسان و شیمی دانان آزمایشگاه ملی اوک ریج، از متد تولید هیدروژن خالص با بازدهی بالا از آب و نشاسته خبر دادند. در سال ۲۰۰۹، تولید حدود ۱۲ مول هیدروژن به ازای هر واحد گلوکز از متریال‌های سلولز (مواد اصلی دیواره یاخته‌ها و بافت‌های گیاهی) را نشان داده و به اثبات رساندند. بواسطهٔ دگرش کامل وشرایط کنش متعادل، آن‌ها پیشنهاد استفاده از کربوهیدرات به عنوان حامل هیدروژن با حجم انرژی بالا با چگالی وزن ۱۴٫۸ درصد را مطرح می‌کنند.

### ۴-۱-۲-۱. هیدروکربن‌های سنتز شده
جایگزینی برای هیدریدها وجوددارد که از سوخت‌های هیدروکربن به عنوان حامل هیدروژن بهره می‌جوید. سپس یک سازمان‌گر کوچک هیدروژن، هیدروژن را بیرون می‌کشد زیرا مورد نیاز پیل سوختی است. با این همه، این سامانگر نسبت به تغییرات مورد نیاز کند واکنش نشان داده و هزینهٔ تصاعدی بالایی را در رانشگر وسیلهٔ نقلیه سبب خواهد شد. پیل سوخت‌های متانول (آبگونهٔ بی‌رنگ و آتش‌گیر و زهرین به فرمول (CH3OH مستقیم، نیاز به سامانگر ندارند، اما دربردارندهٔ حجم انرژی کمتری را در مقایسه با پیل سوخت‌های سنتی می‌باشند. هرچند این می‌تواند با حجم انرژی خیلی بهتری از اتانول (الکل) و متانول درهیدروژن برابرسازی شود. سوخت الکل منبعی قابل تجدید است. پیل سوخت‌های اکسید-جامد را می‌توان در هیدروکربن‌های سبک نظیر پروپان (آلکان سنگین وبی رنگ به فرمول C3H8) ومتان (به فرمول CH4) بدون سامانگر بکارگرفت ویا به هیدروکربن‌های اصلی و بزرگتر تنها با اندکی اصلاحات جزئی اضافه کرد اما درجه حرارت بالا و زمان کند شروع بکار این پیل سوخت‌ها برای کاربردها و مصارف وابسته به خودروهای موتوری مشکل و مسئله ساز هستند.

### ۵-۱-۲-۱. حامل‌های هیدروژن ارگانیک مایع(LOHC)
ترکیبات ارگانیک اشباع نشده قادرست تا میزان وسیعی از هیدروژن را ذخیره کند. این حاملان هیدروژن ارگانیک مایع(LOHC)، وقتی که هیدروژن/انرژی نیاز باشد به منظور امر ذخیره‌سازی، هیدروژنه و سپس باز هیدروژنه می‌شوند. ترکیبات حلقوی (مانند بنزین) آروماتیک (که مولکول‌های آن دارای کربن است) مناسب‌ترین گزینه برای این امر به حساب می‌آیند. ترکیبی که در مرکز توجه LOHC قراردارد، اِن- اتیل (بنیان یک ارزشی C2H5) کاربازول (مادهٔ سفید و بلورین به فرمولC6H4)2NH))است. اما برخی دیگر نیز هستند؛ برای مثال دی- بنزیل (بنیانC6H5CH2 که در ترکیبات عالی مشتق از تولوئن یافت می‌شود) تولوئن (هیدروکربن بی‌رنگ و آبسان و آتش‌گین وزهرینC6H5CH3) که اکنون از لحاظ صنعتی به عنوان آبگونه یا مایع انتقال گرما و حرارت کاربرد دارند. با استفاده از LOHC2 به‌طور نسبی میزان حجم بالای ذخیره‌سازی رانشگر به (حدود ۶درصد وزن) می‌رسد و میزان کارایی کلی انرژی برای گزینه‌های ذخیره‌سازی شیمیایی دیگر نظیر تولید متان از هیدروژن بالاتر است.

### ۶-۱-۲-۱. آمونیا (گاز بی‌رنگ به فرمول NH3 نام کامل آن ammonia water)
آمونیا(NH3)، H2 را دریک سامانگر کاتالیزی از خود ساطع می‌کند. آمونیا میزان حجم ذخیره‌سازی هیدروژن بالایی را به عنوان مایع با تنظیم فشار هوای معتدل (فشارش ملایم) و محدودیت‌های برودتی (سرمازایی) به‌دست می‌دهد: همچنین قادرست تا به عنوان مایع در فشار و دمای هوای اتاق هنگامی که با آب مخلوط می‌شود، ذخیره شود. آمونیا دومین مادهٔ شیمیایی رایج تولید شده درجهان است و زیربنای وسیعی جهت ساخت وساز، حمل ونقل وتوزیع و پخش آمونیا دراختیار می‌گذارد. آمونیا جهت تولید هیدروژن بدون مواد زائد مضر قدر به بهسازی و سامان‌یابی است و همچنین قابلیت ترکیب با سوخت‌های موجود وتحت شرایط مناسب و رضایت بخش به منظور سوخت وساز راداراست. آمونیاک خالص درفشار جوی یافت شده درگاز طبیعی دراجاق گازها و آبگرمکن‌های روشن به‌طور نامطلوبی می‌سوزد. تحت شرایط فشار و تراکم در موتور اتومبیل آمونیا سوخت مفید برای موتورهای بنزینی که اندکی تغییر یافته‌اند است. آمونیا گازی سمی در فشار و دمای هوای نرمال است ودارای بوی تند و تیز است. در سپتامبر سال ۲۰۰۵ شیمی دانان دانشگاه فنی دانمارک، متدی را به منظور ذخیرهٔ هیدروژن به شکل آمونیا آغشته در قالب ملح ارائه نمودند. آن‌ها مدعی بودند که این متد ذخیره‌سازی ایمن و پرب‌ها خواهد بود.

### ۷-۱-۲-۱. ترکیبات آمین (یکی از مشتقات آمونیاک) و بوران (هریک از آمیزه‌های بورون و هیدروژن)
قبل از سال ۱۹۸۰ چندترکیب برای ذخیره‌سازی هیدروژن شامل بوروهیدریدهای پیچیده، یا آلومینوهیدرید و املاح آمونیم (بنیان یک ظرفیتیNH4) دردست تحقیق و بررسی بود. این هیدریدها دارای بازده بالای هیدروژن تئوریک محدود حدود۵/۸ درصد ازلحاظ وزن هستند. از جملهٔ ترکیباتی که تنها شاملH,N،B (یون‌های مثبت و منفی)، موارد نوعی شامل: بوران‌های آمین، هیدرید بورون دارای آمونیاک، مرکبات بوران-هیدرازین و آمونیم اکتا هیدروبرات یا تترا هیدروبرات‌ها هستند. از این میان، بوران‌های آمین (و خصوصاً بوران آمونیا) به‌طور جامع و به تفصیل به عنوان حاملان هیدروژن مورد تحقیق و پژوهش قرار گرفته‌است. در طول دهه‌های ۱۹۷۰ و۱۹۸۰، نیروی دریایی و ارتش ایالات متحده و تلاش‌هایی را با هدف ایجاد وتوسعهٔ ترکیبات تولید گاز دوتریم (ایزوتوپ هیدروژن که در رآکتورهای اتمی و غیره بکارمیرود)/هیدروژن به منظور کاربرد در لیزرهای شیمیایی HCI, HF/DF و لیزرهای دینامیک گازی صورت داده‌اند. فرمالاسیون‌های تولید گاز هیدروژنی سابق از بوران‌های آمین و فرآمده (ماده‌ای که از راه تغییرات شیمیایی از مادهٔ دیگری مشتق شده‌است)های آن بهره جسته‌اند. سوزشگری (گرم کردن ترکیب تا حد احتراق کامل یا دگرگونی شیمیایی) بوران (های) آمین، نیترید (ترکیبی از نیتروژن با عنصری مانندboron) بورن(BN) و گاز هیدروژن را تشکیل می‌دهد. علاوه بر بوران آمونیا(H3BNH3)، تولیدکننده‌های دیگر گاز شامل دی بوران دی آمونیاک، H2B(NH3)2BH4 می‌شود.

### ۸-۱-۲-۱. اسیدفرمیک (به فرمول HCOOH که در صنعت کاربرد دارد)
در سال ۲۰۰۶ محققان ای پی اف ال(EPFL) در کشور سوئیس گزارش کاملی در خصوص استفاده از اسیدفرمیک به عنوان متریال ذخیره‌سازی هیدروژن را ارائه نمودند. مونوکسیدکربن فاقد هیدروژن در گسترهٔ وسیع فشار(۶۰۰–۱ بار) تولیدشده‌است. یک سیستم کاتالیز همگن دارای کاتالیزروتنیم حل
شدنی آبگونه به‌طور گزینشی HCOOH را به H2 و CO2 در محلول آبگین تجزیه می‌کند. این سیستم کاتالیز بر محدودیت‌های کاتالیزهای دیگر (برای مثال مقاومت ضعیف در برابر تغییرات شیمیایی، زیست زمانِ کاتالیزی محدود، تشکیل CO) جهت تجزیهٔ اسیدفرمیک فائق آمده و آن را به یک متریال زیست پذیر ذخیره‌سازی هیدروژن تبدیل می‌نماید و محصول مشترک این تجزیه یعنی دی‌اکسید کربن را می‌توان به عنوان حامل و گذرگاه هیدروژن از طریق هیدروژنی کردن مجدد به اسید فرمیک در مرحلهٔ دوم به کار بست. هیدرونیزهٔ کاتالیزیِ CO2 مدت طولانی ست که مورد مطالعه و بررسی قرار دارد و رویه‌های مؤثر و کارآمدی نیز در این زمینه ارائه شده‌است. اسیدفرمیک شامل gl-153 هیدروژن در فشار جوی و دمای هوای اتاق است. ازلحاظ وزن، اسیدفرمیک خالص ۳/۴ درصد وزن هیدروژن را ذخیره می‌کند. اسید فرمیک خالص مایعی است با نقطهٔ اشتعال (کمترین درجه حرارت که در آن گاز یاجسم در اثر تماس باشعله محترق می‌شود) ۶۹درجهٔ سانتی گراد. (بنزین ۴۰- درجهٔ سانتی گراد، اتانول ۱۳ درجهٔ سانتی گراد). اسیدفرمیک ۸۵ درصد قابل اشتعال ناست.

### ۹-۱-۲-۱. مایع‌های یونی ایمیدازولیم (باز بی‌رنگ و بلورین به فرمولC3H4N2)
در سال ۲۰۰۷ دان پونت ودیگران، متریال‌های ذخیره‌سازی هیدروژن را برمبنای مایع یونی ایمیدازولیم شرح داده‌اند. الکیل (بنیان اشباع شدهٔ هیدروکربن‌ها به فرمول کلی CNH2nt) ساده و غیر پیچیده (آریل-بنیان آلی که از حذف یک اتم هیدروژن ویک هیدروکربن معطر تولید می‌شود)-۳-متیل(CH3) ایمیدازولیم اِن بیس (ترایفل یورومتان سولفونیل (بنیان دو ظرفیتی SO2))، املاحی که دارای فشار گاز بسیار پایین، چگالی بالا و مقاومت حرارتی در مقابل تغییرات شیمیایی هستند و قابل اشتعال نیز هستند، می‌توانند به‌طور برگشت‌پذیر بین ۶ تا۱۲ اتم هیدروژن را در صورت وجود کاتالیزهای ذرات نانو Pd/Cیا Ir0 نسبی اضافه کنند و نیز به عنوان متریال‌های جایگزین برای دستگاه‌های ذخیره‌سازی- هیدروژن سیار مورد استفاده قرار می‌گیرند. این املاح می‌توانند تا میزان gl-1 30 از هیدروژن در فشار جوی را تاب بیاوردند.

### ۱۰-۱-۲-۱. بورات (ملح یا استراسیدبوریک) فسفونیم (بنیان PH4 که مربوط است بهPH3)
در سال ۲۰۰۶ محققان دانشگاه ویندسور ذخیره‌سازی هیدروژن برگشت‌پذیر دریک بورات فسفونیم غیرفلزی لویس دوگانه خنثی را ارائه داده‌اند.
بوران- فسفونیو در سمت چپ یک هیدروژن هم توان (حاصل تقسیم وزن اتمی بر والانس) دریک شرایط جوی و۲۵ درجهٔ سانتی گراد را تصدیق می‌کند و آن را از طریق گرمایش تا ۱۰۰ درجهٔ سانتی گراد دوباره به بیرون می‌فرستد. گنجایش و حداکثر ظرفیت ذخیره‌سازی ۲۵ درصد وزن هنوز نسبتاً زیر ۶ تا ۱۰ درصد وزن مورد نیاز برای مصارف تجربی و عملی است.

### ۱۱-۱-۲-۱. مواد کربنیته
تحقیقات به اثبات رسانده‌اند که گرافین قابلیت ذخیرهٔ هیدروژن را به‌شکل مؤثر و مقرون بصرفه داراست. پس از جذب هیدروژن، مادهٔ مورد نظر تبدیل به گرافان می‌شود. پس از آزمایش‌های انجام گرفته توسط  آندری جِیم در دانشگاه منچستر، ثابت شده که نه تنها گرافین قادر به ذخیرهٔ آسان هیدروژن است، بلکه قادرست هیدروژن را پس از گرمایش آن تا۴۵۰ درجهٔ سانتی گراد نیز دوباره آزاد کند.

### ۱۲-۱-۲-۱. ساختارهای ارگانیک- فلزی
ساختارهای ارگانیک- فلزی نشانگر طبقهٔ دیگری از متریال‌های نفوذپذیر سنتز شده یا تولید شده از راه ترکیب شیمیایی، که هیدروژن و انرژی را در سطح مولکولی ذخیره می‌کنند، می‌باشند. ساختارهای ارگانیک- فلزی، ساختارهای چند بنیادین ارگانیک- غیرارگانیک دارای ساختمان بلورین می‌باشند که دربردارندهٔ خوشه یا یون‌های فلزی (واحدهای ساختمانی نوع دوم) به عنوان گره و لیگاندهای ارگانیک به عنوان همبندگر می‌باشند. زمانی که مولکول‌های مهمان (حلال) که روزن‌ها را اشغال کرده‌اند از بین می‌روند، در طول مبادله و تبدیل حلال و روند گرمایش، می‌توان به ساختار نفوذپذیر ساختارهای ارگانیک- فلزی بدون برهم زدن ثبات چارچوب آن‌ها نائل آمد. در نتیجه مولکول‌های هیدروژن قابل جذب به سطح روزن‌ها از طریق عمل جذب و در آشامش می‌باشند. درمقایسه با زئولیت (سیلیکات آلومینیومی سدیم یا کلسیم یا پتاسیم وغیره) سنتی و متریال‌های کربن نفوذپذیر، ساختارهای ارگانیک- فلزی دارای تعداد بیشماری از گره و محل سطح آب که موجبات جذب زیادتر هیدروژن را در حجم و گنجایش تعیین شده فراهم می‌آورد می‌باشند؛ بنابراین، توجه و اهمیت تحقیق درزمینهٔ ذخیره‌سازی هیدروژن در ساختارهای ارگانیک- فلزی ازسال ۲۰۰۳ یعنی از وقتیکه اولین ذخیره‌سازی هیدروژن برمبنای ساختار ارگانیک فلزی ارائه شد، در حال رشد و توسعه است. از آنجا که تعداد نامحدودی از تغییرات شیمیایی و هندسی در مورد ساختارهای ارگانیک- فلزی براساس هم بست‌ها و ترکیبات مختلف اِس بی یوSBU و همبندگرها وجوددارد، بیشتر تحقیقات به‌دنبال بررسی و پژوهش در خصوص پی بردن به اینکه کدام ترکیب موجب جذب هیدروژن از طریق کم یا زیاد کردن متریال‌های یون‌های فلزی و همبندگرها می‌شود، می‌باشند. درسال۲۰۰۶ شیمی دانان در یو سی اِل آ(UCLA) و دانشگاه میشیگان موفق به چگال‌سازی و تغلیظ ذخیره‌سازی انرژی از بیش از ۵/۷ درصد وزن در ساختار ارگانیک- فلزی -۷۴ در دمای هوای پایین k77 شدند. در سال۲۰۰۹ محققان دانشگاه ناتینگهام به ۱۰ درصد وزن از ۷۷ بار(psi 77/1(و k77 همراه با 112-MOF NOTT رسیده‌اند. بیشتر مقالات در خصوص ذخیره‌سازی هیدروژن در ساختارهای ارگانیک- فلزی گویای جذب هیدروژن دردمای هوای k77 و فشار ۱بار هستند؛ چراکه چنین شرایطی معمولاً قابل حصول است و هم بست‌سازی انرژی بین هیدروژن و ساختار ارگانیک- فلزی عمدتاً با ارتعاش انرژی حرارتی که ظرفیت بالای جذب هیدروژن را موجب می‌شود، مقایسه می‌شود. کم و زیاد کردن چند فاکتور نظیر سطح آب، اندازه و وزن، پیوستگی، ساختار لیگاند، میزان سرریزیِ مایع وسِرِگی و اصالت نمونهٔ مورد بررسی، منجر به میزان مختلف جذب هیدروژن در ساختار ارگانیک- فلزی می‌شود.

### ۱۳-۱-۲-۱. پوشینه دارسازی
تکنولوژی انرژی سلولی (یاخته‌ای) حول محور پوشینه‌سازی (پوشینه دارکردن) گاز هیدروژن و ساختار نانو در هیدریدهای شیمیایی در توپ‌های پلاستیکی کوچک درفشار و دمای هوای اتاق است.

## ۲-۲-۱. ذخیره‌سازی فیزیکی

### ۱-۲-۲-۱. سرمای فشرده متراکم
ذخیره‌سازی هیدروژن فشردهٔ سرمایی تنها تکنولوژی ای است که موفق به نیل به اهداف دی اُ ای (DOE) 2015 برای کارایی و عملکرد وزنی و حجمی می‌شود. علاوه براین، تحقیق و بررسی دیگری انجام گرفته نشانگر اینکه این تکنولوژی منافع و مزیت‌های جالبی را ازلحاظ هزینهٔ اجرایی به همراه دارد. هزینهٔ مالکیت (هزینه به ازای هر مایل) وهزینهٔ سیستم ذخیره‌سازی (هزینه به ازای هر وسیلهٔ نقلیه) درحقیقت درمقایسه با هر تکنولوژی دیگر در پایین‌ترین حد قرار دارد (ردیف سوم در اسلاید۱۳را مشاهده کنید). برای مثال هزینهٔ یک سیستم هیدروژن سرمای فشرده ۱۲/۰ دلار به ازای هر مایل خواهدبود (شامل هزینهٔ سوخت و هر یک از دیگر هزینه‌های مربوطه)، درحالی‌که هزینهٔ وسایل نقلیه بنزینی سنتی و قدیمی بین۰۵/۰ دلارو ۰۷/۰ دلار به ازای هر مایل است.
همچون ذخیره‌سازی مایع، تکنولوژِی سرمای فشرده از هیدروژن سرد(K3/20واندکی بالاتر) جهت رسیدن به چگالی انرژی بالا بهره می‌جوید. با این وجود، تفاوت اصلی این است که، وقتی که هیدروژن به منظور انتقال حرارت و گرما با محیط (جوشیدن)، آماده می‌شود، به مخزن این اجازه داده می‌شود که به فشار خیلی بالاتر برسد (غالب بر۳۵۰ بار در مقابل چند باربرای خیره‌سازی مایع). در نتیجه زمان بیشتری قبل ازاینکه هیدروژن به بیرون ساطع شود، صرف می‌شود و دراغلب مواقع رانندگی، هیدروژن کافی توسط خودرو جهت نگهداری مطلوب فشار در زیر محدودهٔ هواکش مورد استفاده قرار می‌گیرد؛ بنابراین نشانگر آنست که در دامنهٔ وسیع رانندگی می‌بایست از یک منبع مخزن سرمای فشرده استفاده کرد: غالب بر ۶۵۰ مایل(km1050(با یک مخزن سوخت سوار بر موتور سوخت هیدروژنی در تویوتا پریوس رانندگی شده‌است. تحقیقات هنوز درزمینهٔ پتانسیل تکنولوژی موردنظر ادامه دارد. ازسال۲۰۱۰، گروه بی ام دبلیوBMW روند معتبرسازی جامع و فراگیر سیستم ذخیره‌سازی سرمای فشرده دروسیلهٔ نقلیه با هدف معرفی محصول تبلیغاتی آغاز کرده‌است.

### ۱-۲-۲-۱. نانوتیوب‌های کربن
نانوتیوب‌های کربن
حاملان هیدروژن برمبنای کربن دارای ساختار نانو (مانند گره‌های بریده بریدهٔ کربن و نانو تیوب‌ها) مطرح شده‌اند. از این رو، بدین علت که هیدروژن معمولاً به بالای ۰/۷–۰/۳ درصد وزن در K77 که از مقدار تعیین شده توسط دپارتمان انرژی ایالات متحده(۶درصد وزن در شرایط تقریباً محیط پیرامون)، بسیار فاصله دارد، باعث می‌شود که متریال‌های کربن کاندید مناسبی جهت ذخیره‌سازی هیدروژن قلمداد نشوند.

### ۳-۲-۲-۱. هیدرات‌های اندون گیر
H2 محصورشده در یک هیدرات اندرون گیر اولین بار در سال ۲۰۰۲ بیان شد. اما این به فشار بسیار زیاد جهت ثبات نیاز دارد. درسال۲۰۰۴ محققان دانشگاه تکنولوژی شهر دلفت (در کشور هلند) و دانشکدهٔ معدن کلرادو هیدرات‌های حاوی H2 جامد که قدر به شکل‌گیری دردمای هوای محیط پیرامون و۱۰ بار از طریق افزودن مقادیر کوچک موادی نظیر THF را ارائه می‌دهند. این اندرون گیرها دارای حداکثر چگالی تئوریک هیدروژن در حدود ۵درصد وزن و۴۰ کیلوگرم می‌باشند.

### -۲-۲-۱. ردیف‌های مویرگی شیشه‌ای
تیمی از دانشمندان آلمانی، اسرائیلی و روسی یک تکنولوژی ابتکاری گروهی و مشترک را برمبنای ردیف‌های مویرگی شیشه‌ای جهت تزریق (به درون بافت یارگ) ایمن ذخیره‌سازی و آزادسازی کنترل شدهٔ هیدروژن در کاربردهای مربوط به خودرو ایجاد کرده‌اند. تکنولوژی سی ای اِن CEN موفق به نیل به اهداف دپارتمان انرژی ایالات متحده(DOE) در مورد سیستم‌های ذخیره‌سازی هیدروژن سیار شده‌است. از طریق مویرگ‌های شیشه‌ای انعطاف‌پذیر و متد ذخیره‌سازی هیدروژن سرمای فشرده می‌توان به اهداف در اُ ای(DOE) 2015 نائل آمد.

### ۵-۲-۲-۱. ریزکره‌های شیشه‌ای
ریزکره‌های شیشه‌ای میان تهی((HGM را می‌توان جهت ذخیره‌سازی و آزادسازی کنترل شدهٔ هیدروژن بکار برد.

### ۲. ذخیره‌سازی هیدروژن راکد (درمقابل سیار)
برخلاف موارد استفاده سیار، چگالی هیدروژن مسئلهٔ وخیمی برای کاربردهای راکد و غیر متغیر به حساب نمی‌آید. موارد کاربرد راکد قادر به به‌کارگیری تکنولوژیِ به وجود آمده هستند:
- هیدروژن فشرده (CGH2) دریک مخزن هیدروژن
- هیدروژن مایع(LH2) دریک مخزن برودتی هیدروژن
- هیدروژن آبگونه دریک مخزن برودتی هیدروژن

### ۱–۲. ذخیره‌سازی هیدروژن زیرزمینی
ذخیره‌سازی هیدروژن زیرزمینی شیوه‌ای از ذخیره‌سازی هیدروژن در غارهای زیرزمینی، تاقدیس‌های نمکی و میدان‌های خالی نفت وگاز است. مقادیر زیادی از هیدروژن گازدار در غارها و اشکفت‌های زیرزمین توسط آی سی ای ICE در طول سالیان دراز بدون هیچ سختی و مشکلی ذخیره شده‌است. ذخیره‌سازی مقادیر بالای هیدروژن مایع زیرزمینی می‌تواند به عنوان شبکهٔ ذخیره‌سازی انرژی عمل کند. کارایی و بازده مسافرت دوسره (رفت و برگشت) حدوداً ۴۰درصد است (درمقابل ۷۸درصد از برقاب (نیروی هیدروالکتریکی) پمپاژ شده) وهزینهٔ آن نیز اندکی بیشتراز برقاب پمپاژ شده‌است. پروژهٔ اروپایی هیوندر درسال۲۰۱۳ نشانگر این است که جهت ذخیره‌سازی انرژی خورشیدی و بادی ۸۵غار یا اشکفت اضافی موردنیاز است زیرا با سیستم‌های سی آی ای اِسCIES و پی اچ ای اِسPHES پوشش داده نمی‌شود.

### ۲–۲. تبدیل نیروی برق به گاز
برق به گاز تکنولوژی ای است که نیروی الکتریکی را به سوخت گاز تبدیل می‌کند. دو متد وجوددارد:مورد اول از الکتریسیته به منظور انشعاب آب و تزریق هیدروژن حاصل به شبکهٔ گاز طبیعی بهره می‌گیرد؛ مورد دوم، متدی است بابازده کمتر که جهت تبدیل دی‌اکسید کربن و هیدروژن به متان (گاز طبیعی را مشاهده کنید) با به‌کارگیری الکترولیز و فعل و انفعال ساباتیه (نام شیمیدان
فرانسوی) استفاده می‌شود. سپس نیروی مازاد تولیدشده توسط ژنراتورهای بادی یا صفوف خورشیدی جهت ترازمندی و متعادل‌سازی مقدار بار در شبکهٔ انرژی بکارگرفته می‌شود. سیستم گاز طبیعی موجود برای سازنده پیل سوختی هیدروژن توزیع‌کنندهٔ گاز طبیعی اِن بریج و هیدروژنیک متحدشد اندتا چنین سیستم برق به گاز را درکانادا به وجود بیاورند و توسعه بخشند. ذخیره‌سازی خط لولهٔ هیدروژن شبکهٔ گاز طبیعی جهت ذخیره‌سازی هیدروژن استفاده می‌شود است. قبل از تبدیل به گاز طبیعی شبکه‌های گاز آلمانی بهره‌گیری از گاز شهری که براب اغلب قسمت‌ها (۶۰تا۶۵درصد) متشکل از هیدروژن هستند راه‌اندازی شده‌اند. ظرفیت ذخیره‌سازی برای شبکهٔ گاز طبیعی آلمانی بالغ بر GW.h 200000 است که برای چندماه نیاز به انرژی، کافی است. از راه مقایسه درمی یابیم که ظرفیت تمامی تجهیزات و ماشین آلات برقی ذخیره‌سازی تنها به میزان حدوداً GW.h40 است. انتقال انرژی از طریق یک شبکهٔ گازی با تلفات کمتر (%۱/۰>) درمقایسه با یک شبکهٔ برق(۸درصد) است. کاربرد خط لوله‌های گاز طبیعی موجود برای هیدروژن توسط نچرال اچ وای Natural Hy مورد مطالعه قرارگرفته‌است.